# Горка (муніципальне утворення «Патракеєвське»)
Горка (рос. Горка) — присілок в Приморському районі Архангельської області Російської Федерації.
Населення становить 111 осіб. Входить до складу муніципального утворення Талазьке поселення.

## Історія
Від 2004 року входить до складу муніципального утворення Талазьке поселення.

## Населення
| 2002 | 2010 | 2012 |
| ---- | ---- | ---- |
| 123  | ↘97  | ↗111 |